# Isolopha albicristata
Isolopha albicristata är en fjärilsart som beskrevs av W. Warren 1911. Isolopha albicristata ingår i släktet Isolopha och familjen mott. Inga underarter finns listade i Catalogue of Life.